# Eisenbahnerstadt

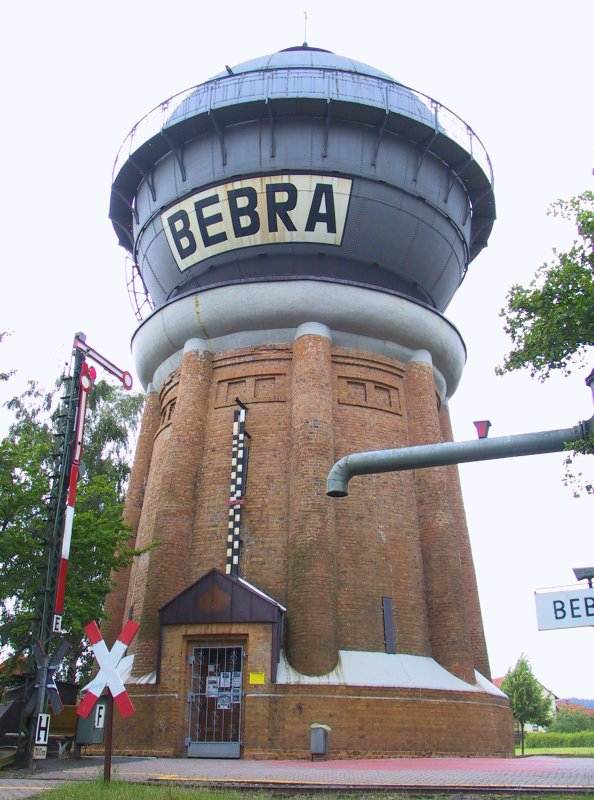
Wasserturm von Bebra zur Versorgung des Eisenbahnbetriebs (1910). Wahrzeichen der Stadt

Eine Eisenbahnerstadt, ohne Stadtrecht auch Eisenbahnerdorf, ist ein Ort, der infolge der Errichtung wichtiger Eisenbahnknotenpunkte, Grenzbahnhöfe oder Ausbesserungswerke wesentlich größer wurde, als er ohne diese geworden wäre. In solchen Orten erlangte die Eisenbahn eine überragende Bedeutung im Hinblick auf Stadtentwicklung, Stadtbild und Wirtschaftsleben. In einigen Eisenbahnerstädten ist die Bedeutung der Eisenbahn mittlerweile stark zurückgegangen.
Davon zu unterscheiden sind Eisenbahnersiedlungen, die auf der grünen Wiese, ähnlich Werkssiedlungen, völlig neu als Wohnort für bei der Bahn Beschäftigte und deren Familien angelegt wurden.

## Charakteristik
Eisenbahnerstädte haben sich entweder aus älteren Orten entwickelt oder sind im Rahmen der Industrialisierung, in Mitteleuropa vorrangig im 19. Jahrhundert, gegründet worden. In Eisenbahnerstädten erfolgte durch die überregionale Bedeutung des Personen- und/oder Güterverkehrs ein großer Wandel in der Stadtentwicklung, der Einwohnerzahl, dem Stadtbild und dem allgemeinen Wirtschaftsleben.
Eisenbahnerstädte sind durch ihre Abhängigkeit von der Eisenbahn anfällig für Veränderungen der Bahnstruktur, beispielsweise durch die Errichtung von neuen Schnellfahrstrecken mit anderer Streckenführung, für Automatisierungen im Güterumschlag oder für den Abbau von Grenzkontrollen, beispielsweise durch das Schengener Abkommen. Beispiele für einstige Eisenbahnerorte, die aufgrund obiger Veränderungen völlig an Bedeutung verloren, sind Cerbère und Portbou an der französisch-spanischen Grenze.

## Beispiele

### Dänemark
In Dänemark wird der übersetzte Begriff stationsby für Orte mit einem Bahnhof verwendet, die nicht immer dem deutschen Begriff einer „Eisenbahnerstadt“ entsprechen.

### Deutschland
Eisenbahnerstädte aufgrund von Verkehrsknotenpunkten sind Altenbeken, Aulendorf, Bebra, Betzdorf, Bingerbrück, Buchloe, Falkenberg/Elster, Gemünden am Main, Hamm (Westfalen), Lauda, Lehrte, Plattling, Kornwestheim und Treuchtlingen. Eisenbahnerorte als Standorte von (ehemaligen) Bahnbetriebswerken für Schublokomotiven am Fuße von Steigungsstrecken sind Altenhundem,  Neuenmarkt-Wirsberg an der Schiefen Ebene oder Pressig an der Frankenwaldrampe. Eisenbahnerstädte an großen Grenzbahnhöfen sind Freilassing oder Weil am Rhein nahe dem Rangierbahnhof Weil am Rhein/Basel Bad. 

Eisenbahnerstädte in Deutschland
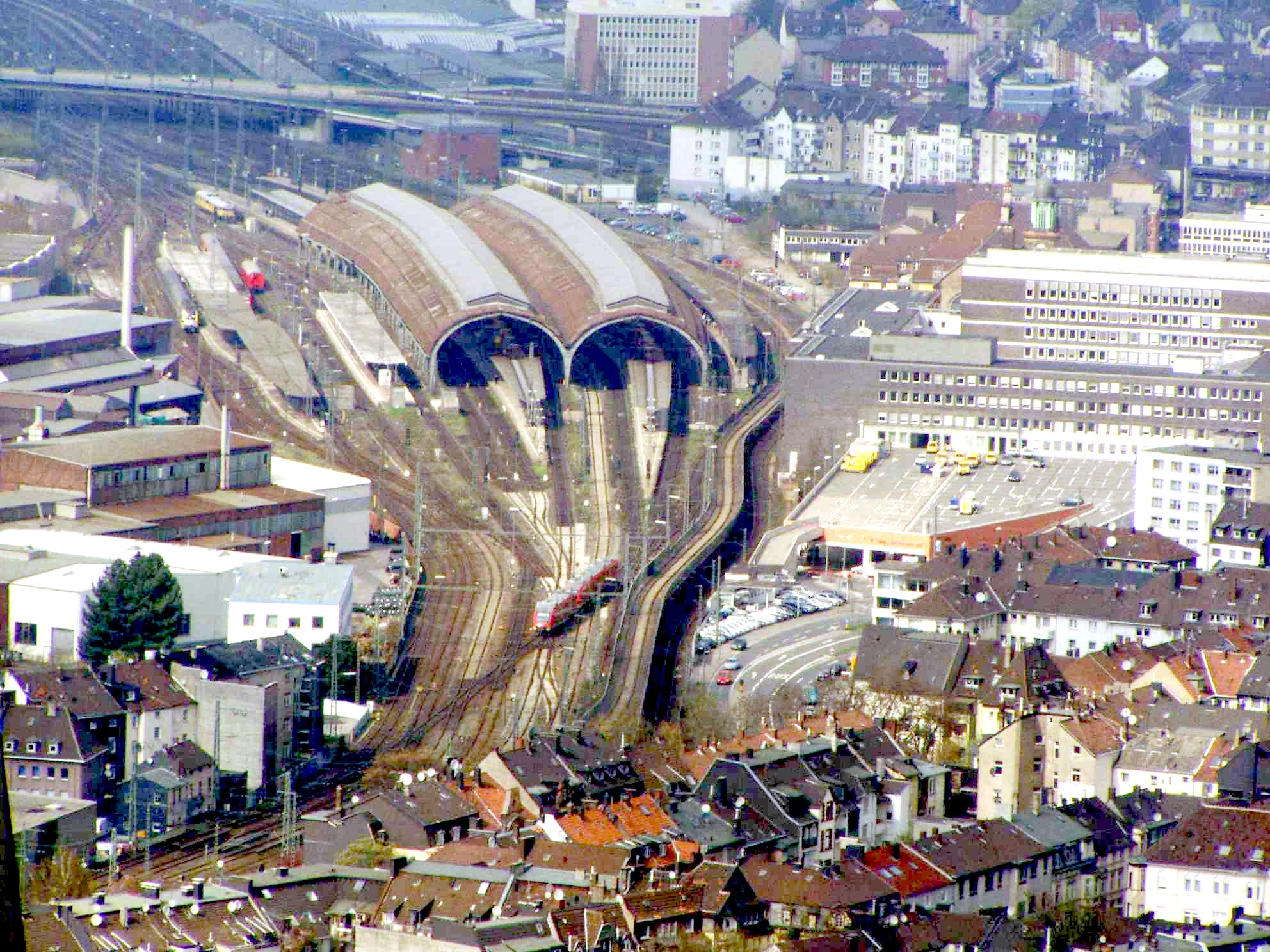
Hagen, mit Hauptbahnhof
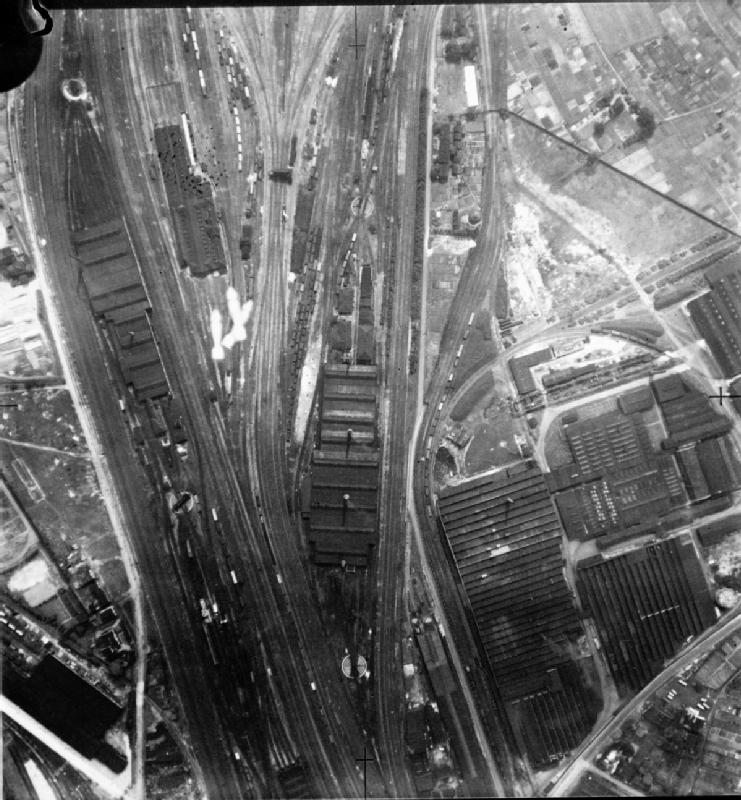
Hamm, der Bahnhof während eines Luftangriffs
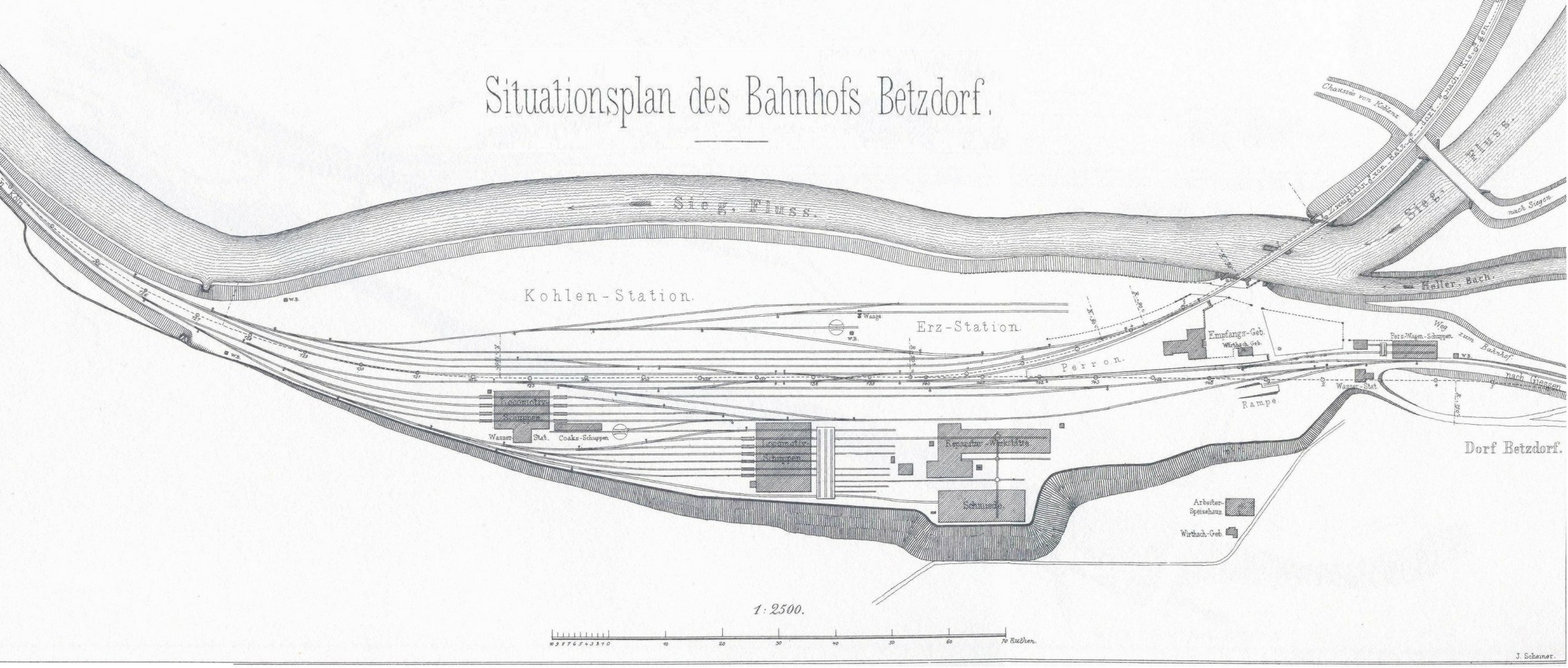
Betzdorf, Bahnhofsplan von 1862
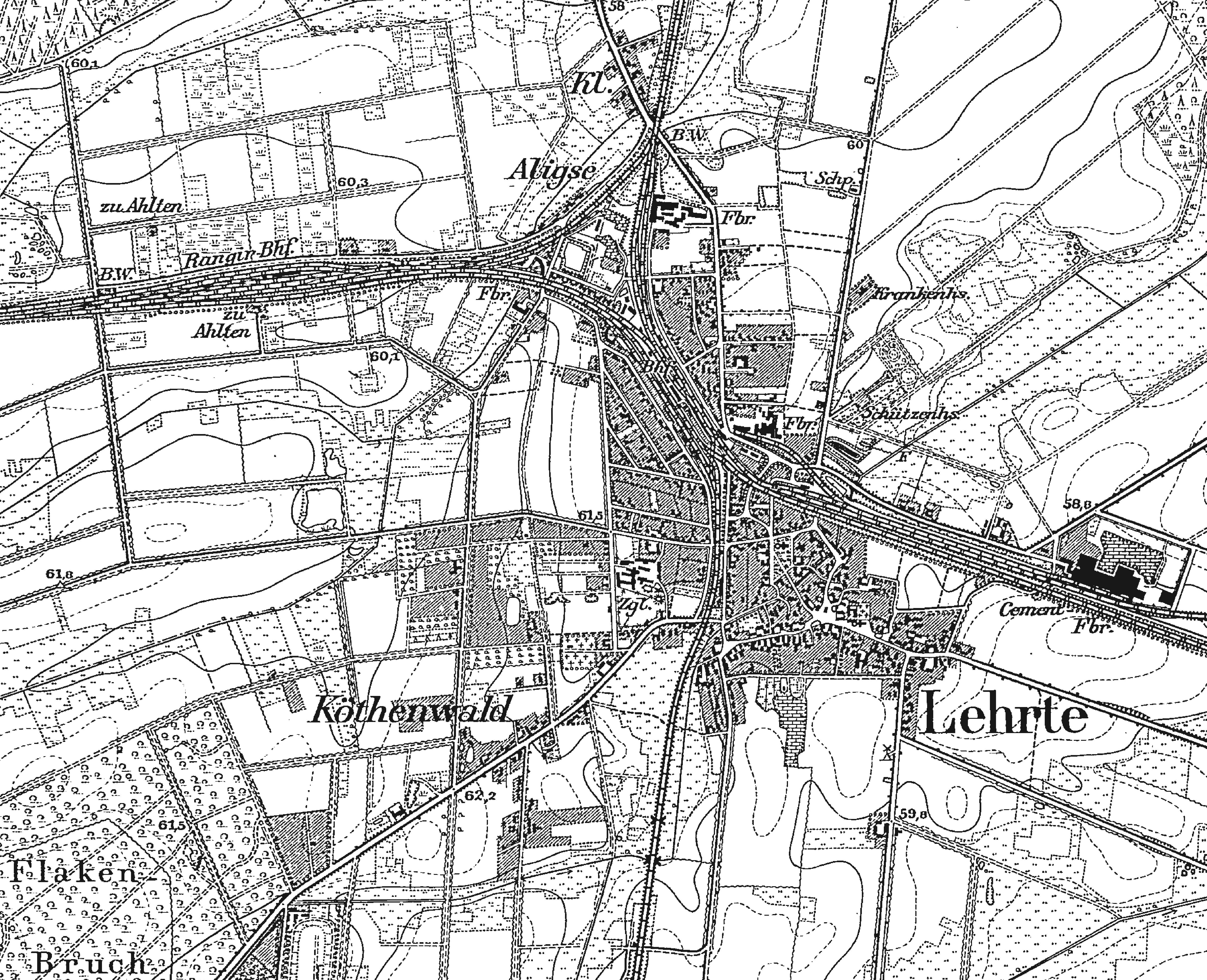
Lehrte, Preußische Landesaufnahme von 1896

### Österreich
Eine Eisenbahnerstadt auf Grund von Hauptwerkstätten, mit den Österreichischen Bundesbahnen als mit Abstand größten Arbeitgeber, ist Knittelfeld. In Arnoldstein war einstmals ein wichtiger Grenzbahnhof nach Italien.

### Schweiz
Beispiele für Eisenbahnerorte in der Schweiz sind Olten, Romanshorn, Landquart und als Standort eines Depots für Vorspann- und Zwischenlokomotiven Erstfeld. Ein Ort mit einem Grenzbahnhof ist Chiasso.

### Frankreich
Beispiele für Eisenbahnstädte in Frankreich sind Tergnier in Nordfrankreich und Miramas im Süden. Beispiele für eine Eisenbahnerstadt durch seinen Grenzbahnhof sind Modane an der Grenze zu Italien und Cerbère, wo die Gleise der spanischen Breitspur enden.

Eisenbahnerorte in der Schweiz und Frankreich
Chiasso, Blick über die schweizerisch-italienische Grenze nach Como mit See 1962
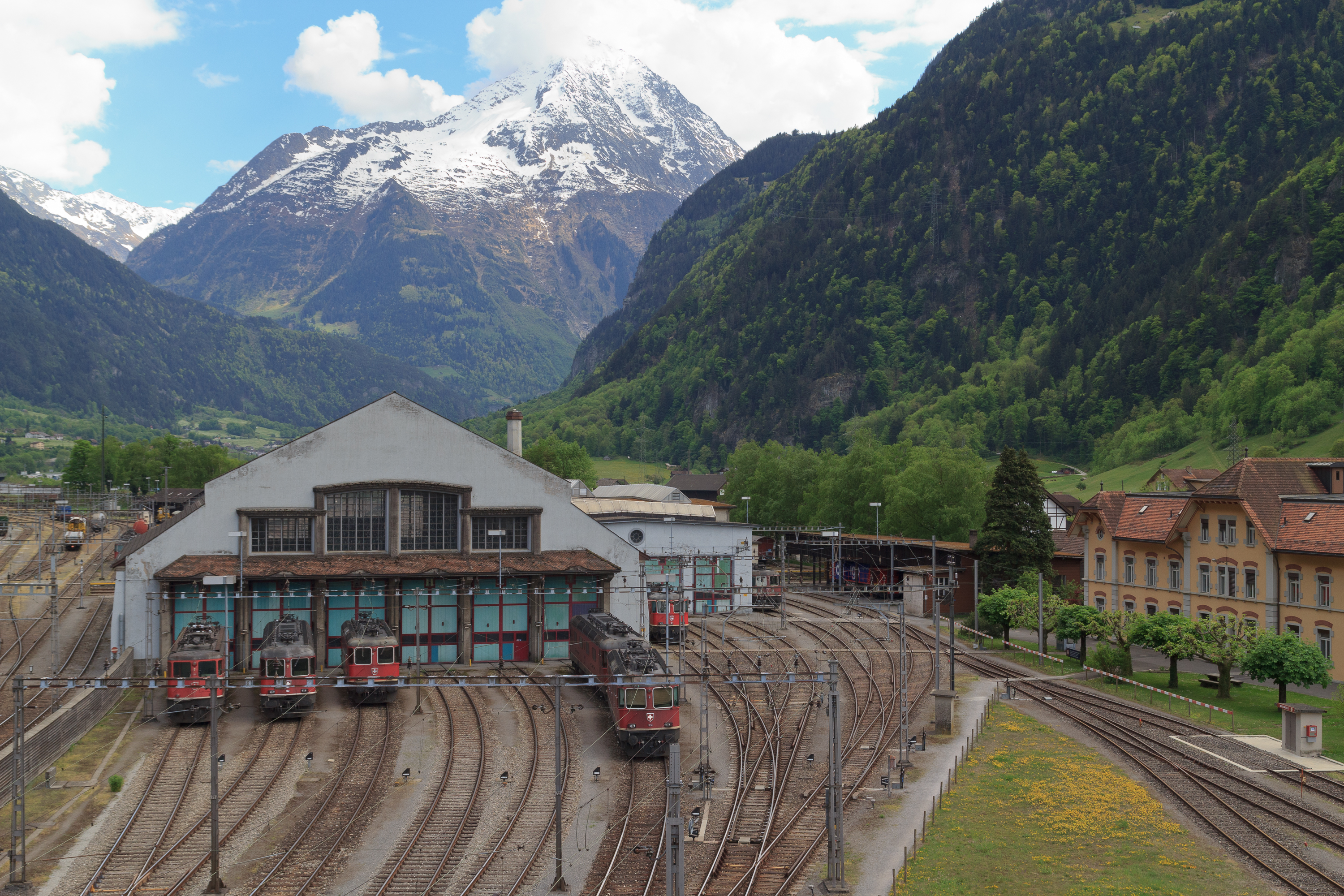
Erstfeld, Schweiz Blick Richtung Gotthard
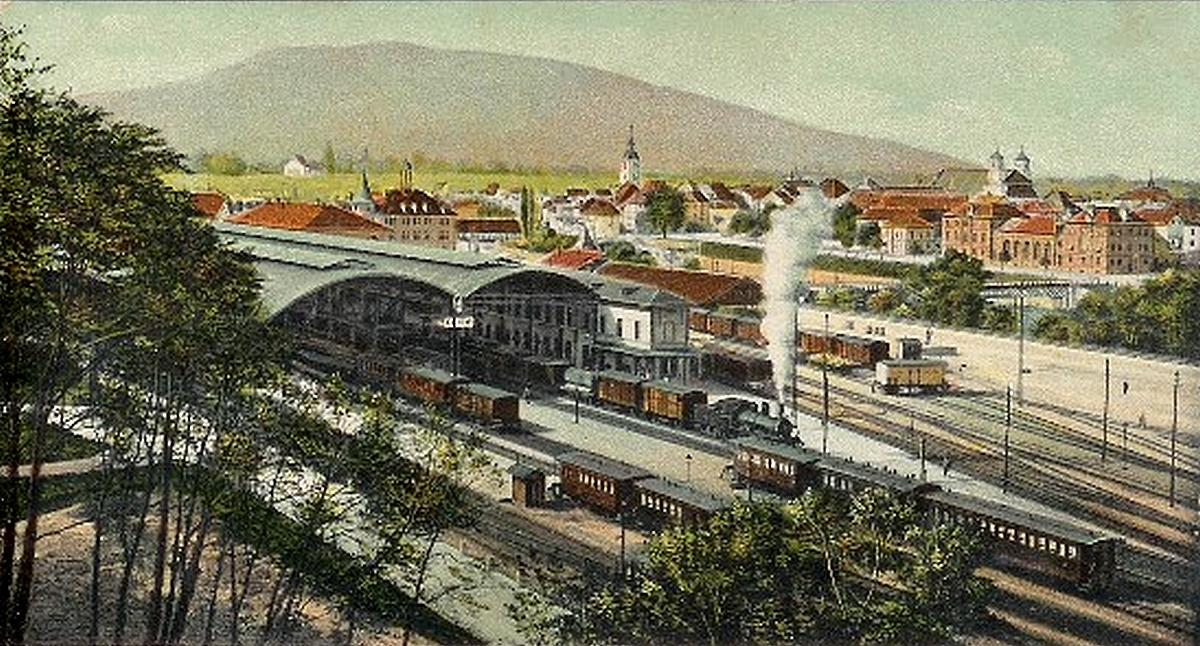
Olten, Schweiz im Jahre 1900
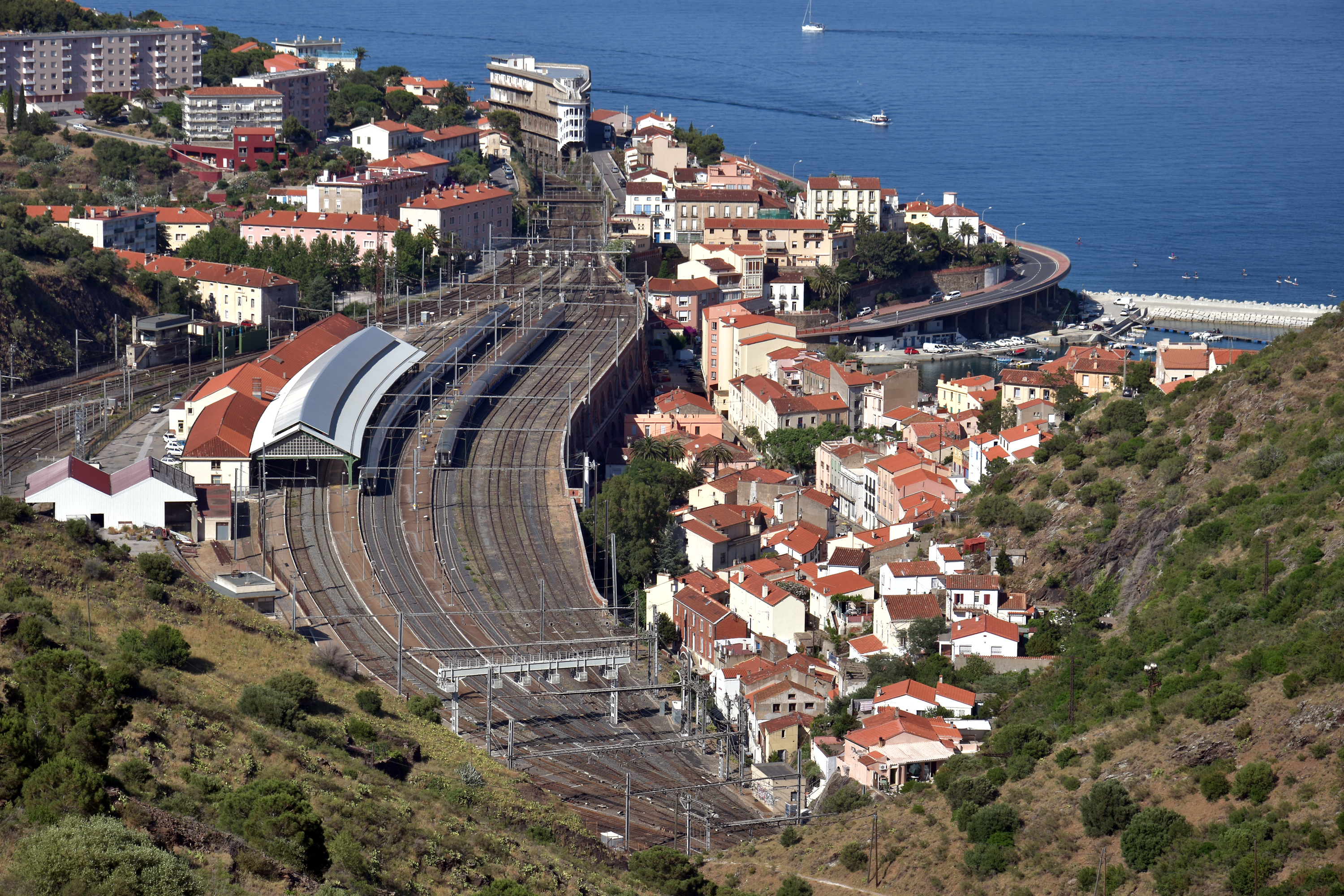
Cerbère, Südfrankreich 2015 links nicht mehr im Bild der bedeutungslos gewordene Güterbahnhof

### Spanien
Auf der spanischen Seite des Somport-Passes in den Pyrenäen entstand Canfranc Estación mit dem gleichnamigen Grenzbahnhof.

### Portugal
Beispiel für eine Eisenbahnstadt in Portugal ist Entroncamento.

### Belgien
In Belgien stellt der Ort Montzen eine herausragende Bedeutung im Eisenbahnverkehr dar.

### Luxemburg
Durch seinen Rangierbahnhof und weitere Eisenbahnanlagen an der internationalen Strecke Brüssel/Amsterdam–Luxemburg–Metz erlangte Bettemburg eine große Bedeutung im Transitverkehr durch Luxemburg.

### Polen
Nach dem Ersten Weltkrieg fiel die Stadt Bentschen (polnisch Zbąszyń) vom Deutschen Reich an Polen. In der Folge wurde durch die Deutsche Reichsbahn der Bahnhof Neu Bentschen eingerichtet, der Funktionen als Grenzbahnhof und als Knotenpunkt für drei nach Westen führende Strecken eingerichtet. Da sich in der Nähe des neuen Bahnhofs kein größerer Ort befand, ließ die Deutsche Reichsbahn eine Eisenbahnersiedlung anlegen, die in der Folge zur Stadt anwuchs. Sie erhielt den Namen Neu Bentschen (polnisch Zbąszynek).

### Rumänien
Simeria in Rumänien wuchs durch neue Eisenbahnanlagen zur Stadt heran.

### Tschechien
Nach dem Ersten Weltkrieg zerfiel die Österreichisch-Ungarische Monarchie und es entstand der Staat Tschechoslowakei. 1920 wurden der Tschechoslowakei noch einige grenznahe Gebiete Österreichs zugesprochen, darunter der Bahnhof der niederösterreichischen Stadt Gmünd mit dem umliegenden Stadtteil. Hieraus entwickelte sich die neue Stadt České Velenice. Hintergrund der Grenzziehung war das Zusammentreffen der Bahnlinien nach Budweis sowie nach Prag in České Velenice.

### Uruguay
Der Ort Peñarol erhielt seine Bedeutung durch den Bau eines Ausbesserungswerkes Ende des 19. Jahrhunderts. Zeitnah wurden auch Wohnhäuser für die Eisenbahner errichtet. Peñarol wurde 1953 nach Montevideo eingemeindet und heute Teil des Barrio Peñarol - Lavalleja. Peñarol beantragte als Eisenbahnerstadt die Einordnung als UNESCO-Welterbe.

## Wappen
Die Bedeutung der Bahn lässt sich auch an Eisenbahnsymbolen in Gemeindewappen erkennen. So haben Neuenmarkt und Aulendorf ein Flügelrad. Bebra zeigt gekreuzte Eisenbahnschienen, welche die sich dort kreuzenden Strecken symbolisieren.